# 染田秀藤
染田秀藤（そめだ ひでふじ、1944年12月 - ）は、日本の歴史学者である。専門はラテンアメリカ史である。

## 学歴
1970年、神戸市外国語大学イスパニア語専攻修士課程を修了。

## 職歴
1968年、英知大学助手として着任。
1970年に専任講師、1975年に助教授に昇任。
1977年、大阪外国語大学助教授に転任。
1988年には教授に昇任した。
大学統合に伴い、2007年より大阪大学大学院人間科学研究科教授となる。
2010年3月に定年退職し、大阪大学名誉教授の称号を得る。退職後も研究活動を継続し、2015年3月まで関西外国語大学外国語学部教授を務めた。

## 研究分野
研究はラス・カサス研究に始まり、西洋人によるラテンアメリカ、特にイベロアメリカ侵略の歴史を継続的に追究している。

## 受賞歴・栄誉
2005年、ペルー・カトリック大学より名誉博士号を授与された。2008年には、翻訳書『インカの反乱』などの業績により、会田由賞を受賞している。

## 著書
- 『ラス・カサス伝 新世界征服の審問者』（岩波書店） 1990
- 『大航海時代における異文化理解と他者認識 スペイン語文書を読む』（溪水社） 1995
- 『ラス＝カサス 人と思想』（清水書院） 1997、新装版 2016
- 『インカ帝国の虚像と実像』（講談社選書メチエ） 1998

## 共著・編著
- 『ラテンアメリカ史 植民地時代の実像』（世界思想社） 1989
- 『アンデスの記録者 ワマン・ポマ インディオが描いた<真実>』（友枝啓泰共著、平凡社） 1992
- 『ラテンアメリカ 自立への道』（世界思想社） 1993
- 『アンデス文化を学ぶ人のために』（友枝啓泰共編、世界思想社） 1998
- 『ラテンアメリカの歴史 - 史料から読み解く植民地時代』（世界思想社、編者代表） 2005
- 『他者の帝国 - インカはいかにして「帝国」となったか』（関雄二共編、世界思想社） 2008
- 『アンデス世界 - 交渉と創造の力学』（関雄二・網野徹哉共編、世界思想社） 2012

## 翻訳
- 『カール5世』（アンリ・ラペール、白水社、文庫クセジュ） 1975
- 『インディアスの破壊についての簡潔な報告』（ラス・カサス、岩波文庫） 1976、改訳版 2013
- 『スペインの新大陸征服』（ルイス・ハンケ、平凡社） 1979
- 『イスパノアメリカ 植民地時代』（チャールズ・ギブソン、平凡社） 1981
- 『イスパノアメリカの征服』（マリアンヌ・マン＝ロ、白水社、文庫クセジュ） 1984
- 『アンデスの反乱 独立の先駆者トゥパク・アマル』（ダニエル・バルカルセル、平凡社） 1985
- 『インカの反乱 被征服者の声』（ティトゥ・クシ・ユパンギ、岩波文庫） 1987
- 『神か黄金か 甦るラス・カサス』（グスタボ・グティエレス、岩波書店） 1991
- 『征服戦争は是か非か』（セプールベダ、アンソロジー新世界の挑戦：岩波書店） 1992
  - 『第二のデモクラテス 戦争の正当原因についての対話』（セプールベダ、岩波文庫） 2015。後半部を改訂
- 『神々とのたたかい Ⅰ』（サアグン、篠原愛人共訳、アンソロジー新世界の挑戦：岩波書店） 1992。Ⅱはディエゴ・ドゥラン、青木康征訳
- 『激動期アンデスを旅して』（シエサ・デ・レオン、アンソロジー新世界の挑戦：岩波書店） 1993
- 『カリブ海植民者の眼差し』（オビエード、篠原愛人共訳、アンソロジー新世界の挑戦：岩波書店） 1994
- 『インディオは人間か』（ラス・カサス、アンソロジー新世界の挑戦：岩波書店） 1995
- 『メキシコ史』（フランソワ・ウェイミュレール、白水社、文庫クセジュ） 1999
- 『月と太陽と魔女 ジェンダーによるアンデス世界の統合と支配』（アイリーン・シルバーブラット、岩波書店） 2001
- 『インディヘニスモ ラテンアメリカにおける先住民擁護運動の歴史』（アンリ・ファーヴル、白水社、文庫クセジュ） 2002
- 『征服者ピサロの娘 ドーニャ・フランシスカ・ピサロの生涯 1534-1598』（マリア・ロストウォロフスキ、世界思想社） 2008。監訳
- 『インディアスの破壊をめぐる賠償義務論』（ラス・カサス、岩波文庫） 2024